# Lophopepla
Lophopepla é um gênero de traça pertencente à família Agonoxenidae.